# Helictopleurus splendidus
Helictopleurus splendidus là một loài bọ cánh cứng trong họ Bọ hung (Scarabaeidae).